# Hyperbola mellichroa
Hyperbola mellichroa är en fjärilsart som beskrevs av László Anthony Gozmány. Hyperbola mellichroa ingår i släktet Hyperbola och familjen äkta malar. Inga underarter finns listade i Catalogue of Life.